# Drebber (Adelsgeschlecht)

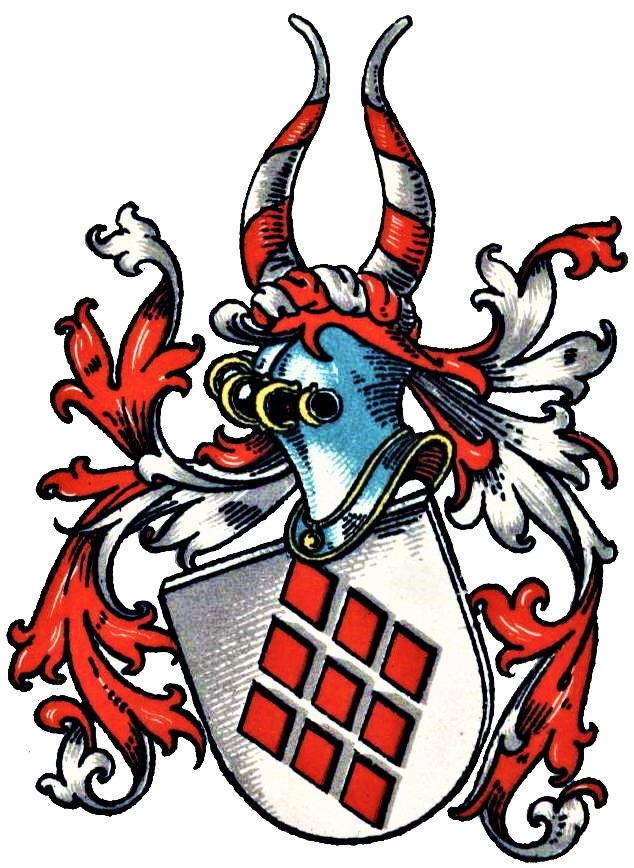
Wappen derer von Drebber im Wappenbuch des Westfälischen Adels

Drebber ist der Name eines westfälisch-niedersächsischen Adelsgeschlechts.

## Geschichte
Das Geschlecht ist benannt nach einem gleichnamigen Gut in Drebber unweit Diepholz. Die Familie war im Niederstift Münster und der Grafschaft Tecklenburg begütert und stellte 1466 Burgmänner zu Vechta im Oldenburgischen. Außerdem besaß die Familie Schwege im Osnabrückschen. Einem Otto von Drebber gehörten 1520 Teile von Gut Lohe bei der Gemeinde Bakum im Landkreis Vechta.
Die Familie blühte noch 1630, starb aber lange vor Mitte des 19. Jahrhunderts aus.

## Wappen
Blasonierung: In Silber eine Raute aus neun (1:2:3:2:1) roten Rauten gebildet. Auf dem rot-silbern bewulsteten Helm zwei silberne je zweimal mit rotem Band umwundene Büffelhörner. Die Helmdecken sind rot-silbern.
Abweichend beschreiben Siebmacher, Ledebur und Kneschke den Schild als blau.